# Tommaso Costo
Tommaso Costo (Napoli, 1545 circa – Napoli, 1613 circa) è stato uno scrittore e agiografo italiano.

## Biografia
Rimasto presto orfano di padre, terminati gli studi, s'impiegò come segretario presso alcune nobili famiglie, tra cui i Carafa e i Pignatelli, attività che si protrasse per circa quarant'anni. Segretario della Gran Corte dell'ammiragliato per volontà  di Matteo di Capua, grande ammiraglio del Regno di Napoli, trasse da quell'esperienza un  Trattato dell'officio del segretario, edito a Napoli nel 1604. Fu anche al servizio di Alberico I Cybo-Malaspina, marchese di Massa.
Il Costo si dedicò alla scrittura di poemetti, novelle e testi di erudizione storica. Ebbe rapporti anche con alcuni importanti intellettuali del suo tempo, come il poeta ed erudito Giovanni Battista Attendolo, il poeta e storico Angelo Di Costanzo e il capitano di milizie e letterato Scipione De' Monti. Il suo primo lavoro, stampato a Napoli nel 1573, è il poema Della rotta di Lepanto canti cinque, che, alla maniera ariostesca, esalta la vittoria dei cristiani sulla flotta turca. La sua opera più nota è Il fvggilozio di Tomaso Costo diviso in otto giornate (Venezia, 1601), una raccolta di novelle alla maniera del Boccaccio, dedicata a Matteo di Capua, ristampata più volte, anche in anni recenti. Curò, inoltre, una pregevole edizione della Gerusalemme liberata del Tasso, edita a Napoli nel 1582, mettendone in risalto, nella presentazione, la migliore fedeltà al testo rispetto alle precedenti. Classicista, dotato di scrupolo critico e concorde con le posizioni puriste, nel 1591 aderì all'Accademia della Crusca.
È anche noto per aver scritto, assieme a Vincenzo Verace, della vita di San Guglielmo da Vercelli.

## Opere
- Della rotta di Lepanto canti cinque, Napoli, 1573;
- Il pianto di Rvggiero, Napoli, 1582;
- La vittoria della Lega, Napoli, 1582;
- Givnta di tre libri di Tomaso Costo cittadino napoletano al Compendio dell'Istoria del Regno di Napoli, Venezia, 1588;
- Istoria dell'origine del sagratissimo luogo di Montevergine, Venezia, 1591;
- Le vite di tvtti i pontefici da S. Piero in qva, Venezia, 1592;
- Ragionamenti di Tomaso Costo intorno alla Descrizzione del Regno di Napoli, et all'antichità di Pozzvolo di Scipione Mazzella, Napoli, 1595;
- Il fvggilozio di Tomaso Costo diviso in otto giornate, Venezia, 1601;
- Lettere del signor Tomaso Costo scritte à diuersi, così da parte d'altri, come sua, in varij soggetti, Venezia, 1602 (e Napoli, 1604, con un Trattato dell'officio del segretario);
- La apologia istorica del Regno di Napoli, Napoli, 1613;
- Memoriale delle cose più notabili accadvte nel Regno di Napoli dall'incarnazione di Cristo per tutto l'anno 1617, Napoli, 1618.